# Campeonato Piauiense de Futebol de 1989
O Campeonato Piauiense de Futebol de 1989 foi o 49º campeonato de futebol do Piauí. A competição foi organizada pela Federação Piauiense de Desportos e o campeão foi o Ríver.

## Premiação
| Campeonato Piauiense de 1990 |
| ---------------------------- |
| RIVER Campeão (21.º título)  |